# Урочище Кручі
Урочище «Кручі» — ландшафтний заказник місцевого значення, розташований на території Ободівської громади Гайсинського району Вінницької області поблизу с. Нова Ободівка.
Оголошений відповідно до Рішення 25 сесії Вінницької облради 5 скликання № 834 від 29.07.2009 р.
З дерев тут зростають поодинокі  дуби  та  біла  акація, з кущів - шипшина. Рослинний покрив представлений різнотравною лучною рослинністю: мати мачуха - лікарська рослина, сизий полин, волошка польова, ромашка лікарська. На схилах урочища зростає барвінок малий, суниця. Також зустрічається зозулинець плямистий, занесений до Червоної книги України. Тут також ростуть різні трави:мишій сизий, стоколос, житняк, вівсюг, деревій, суданська трава і багато інших.

## Галерея

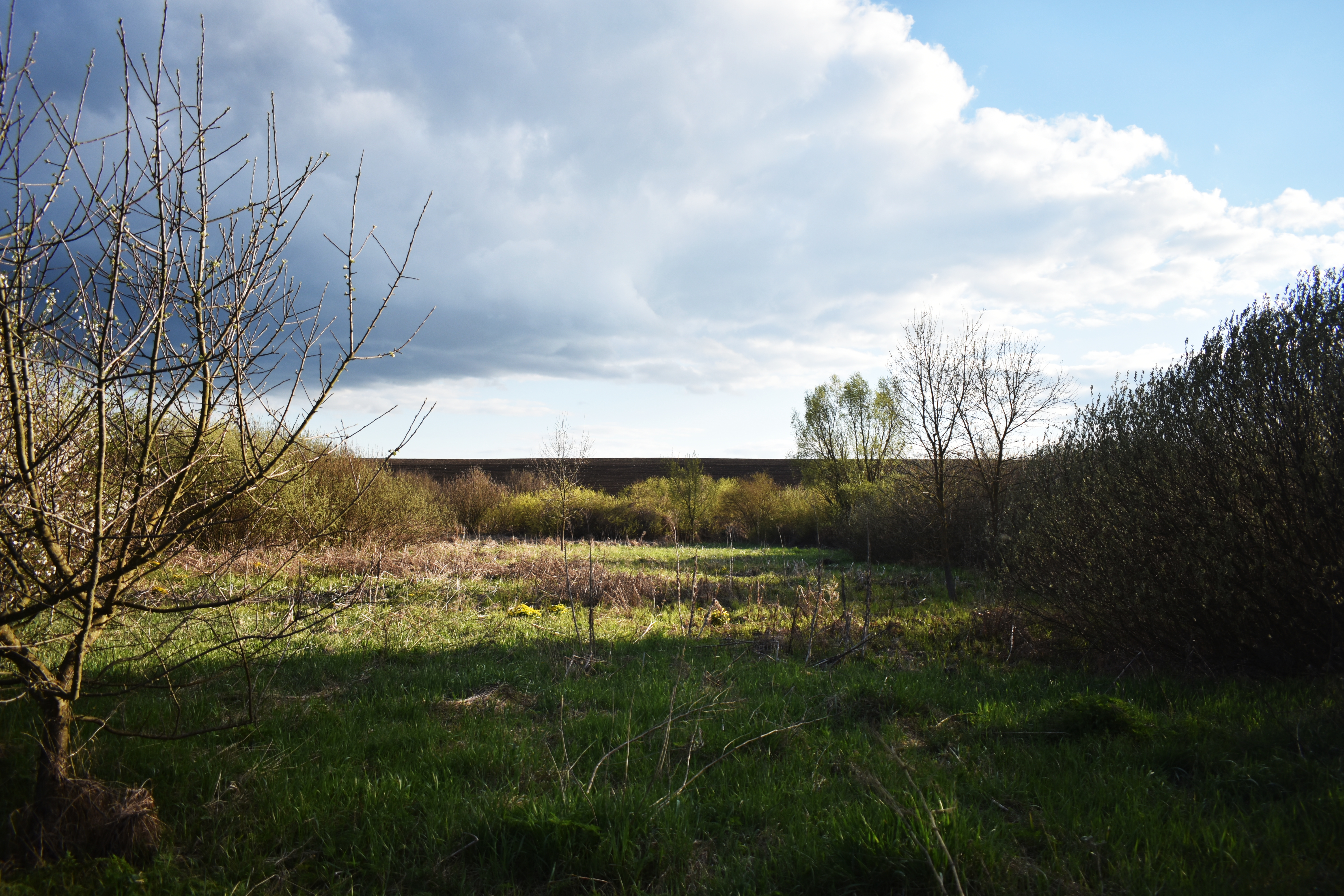
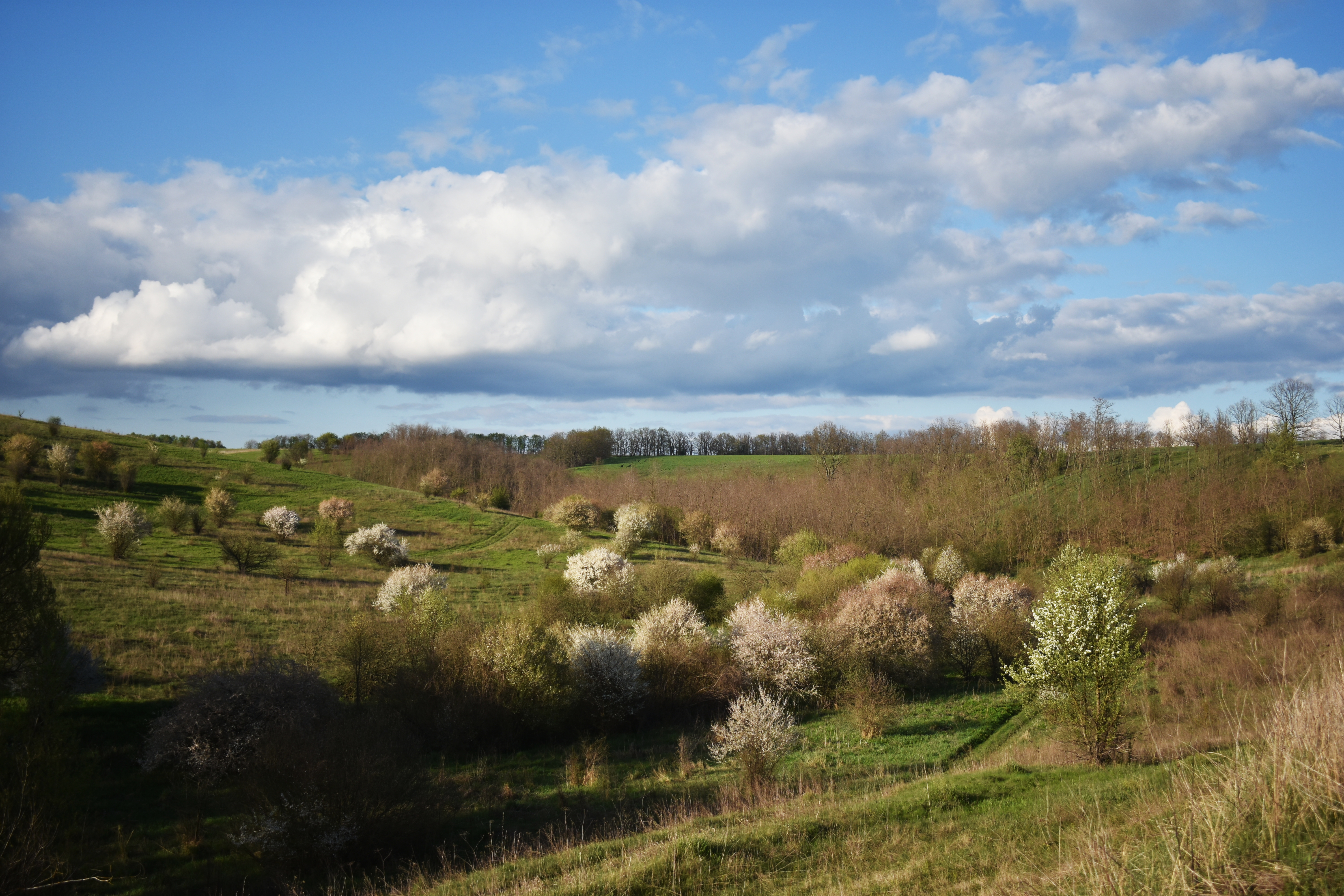
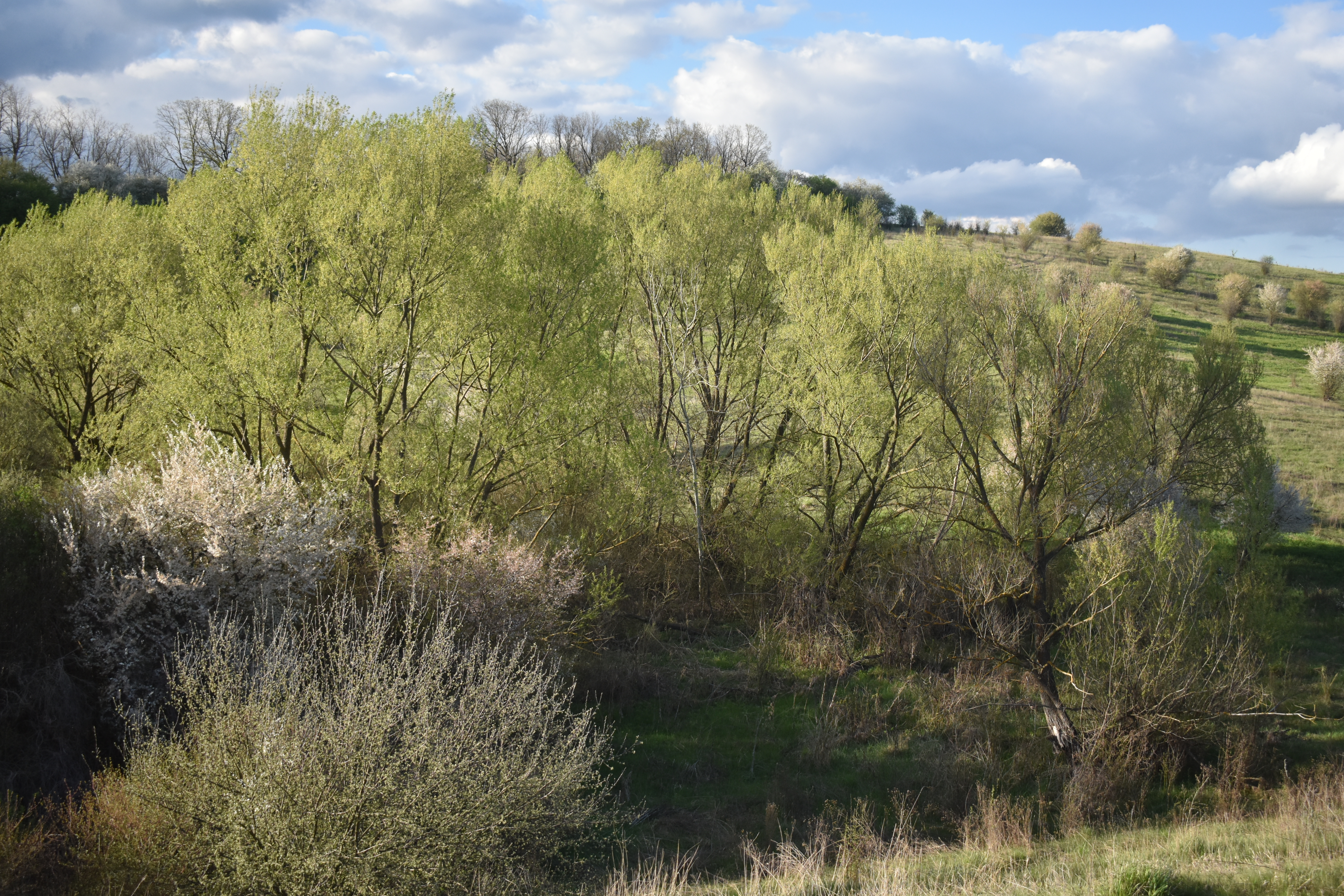
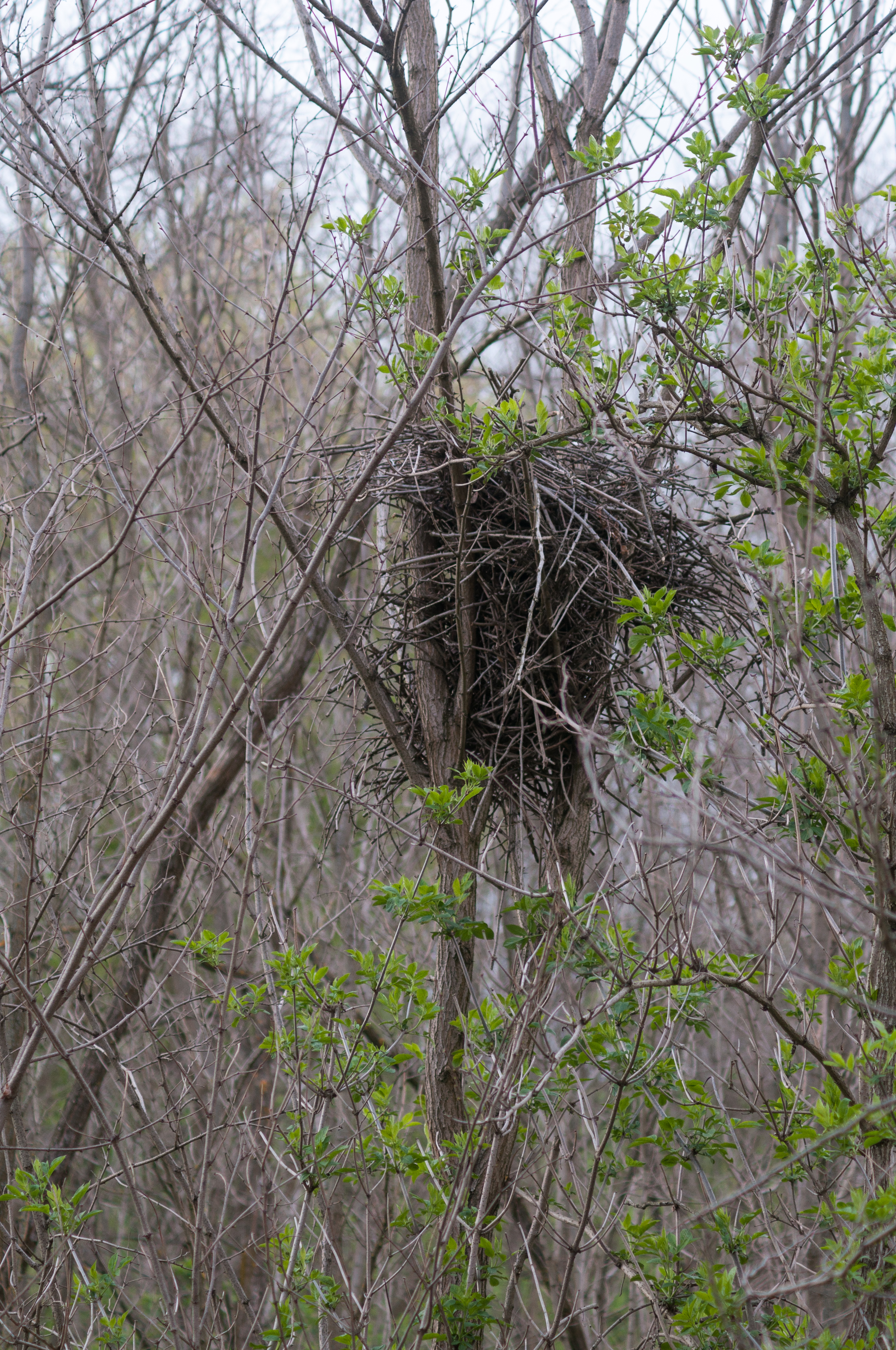
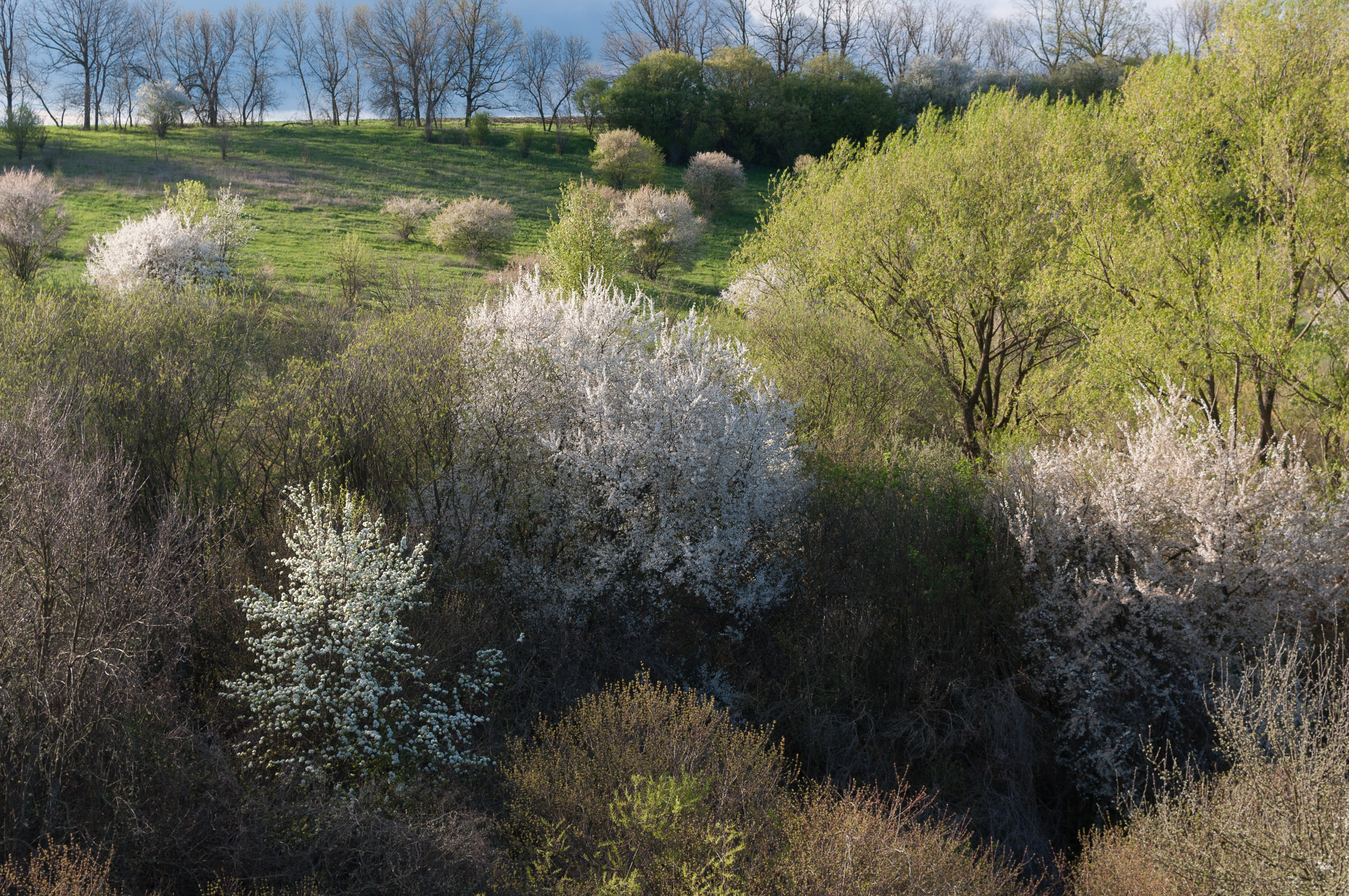
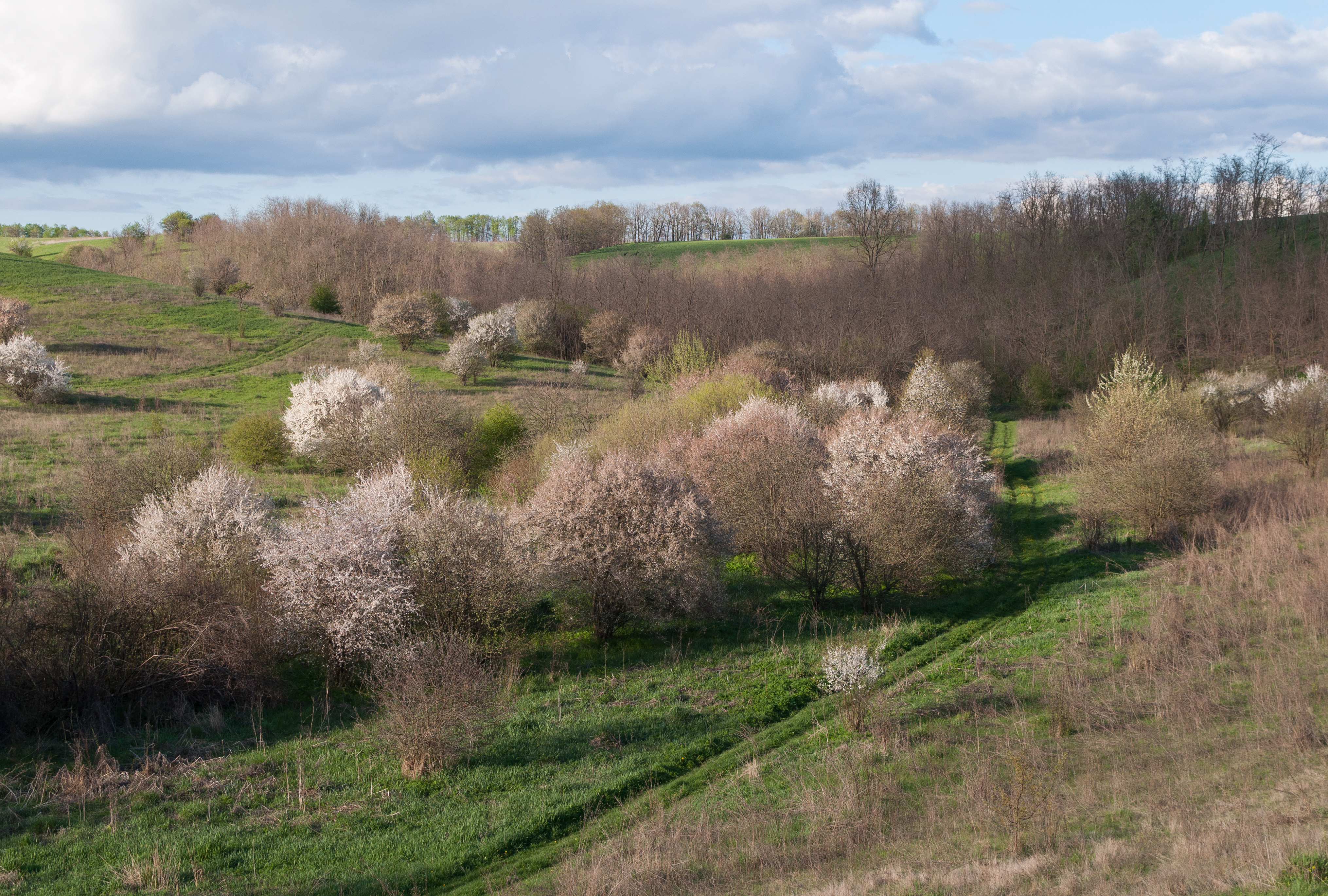
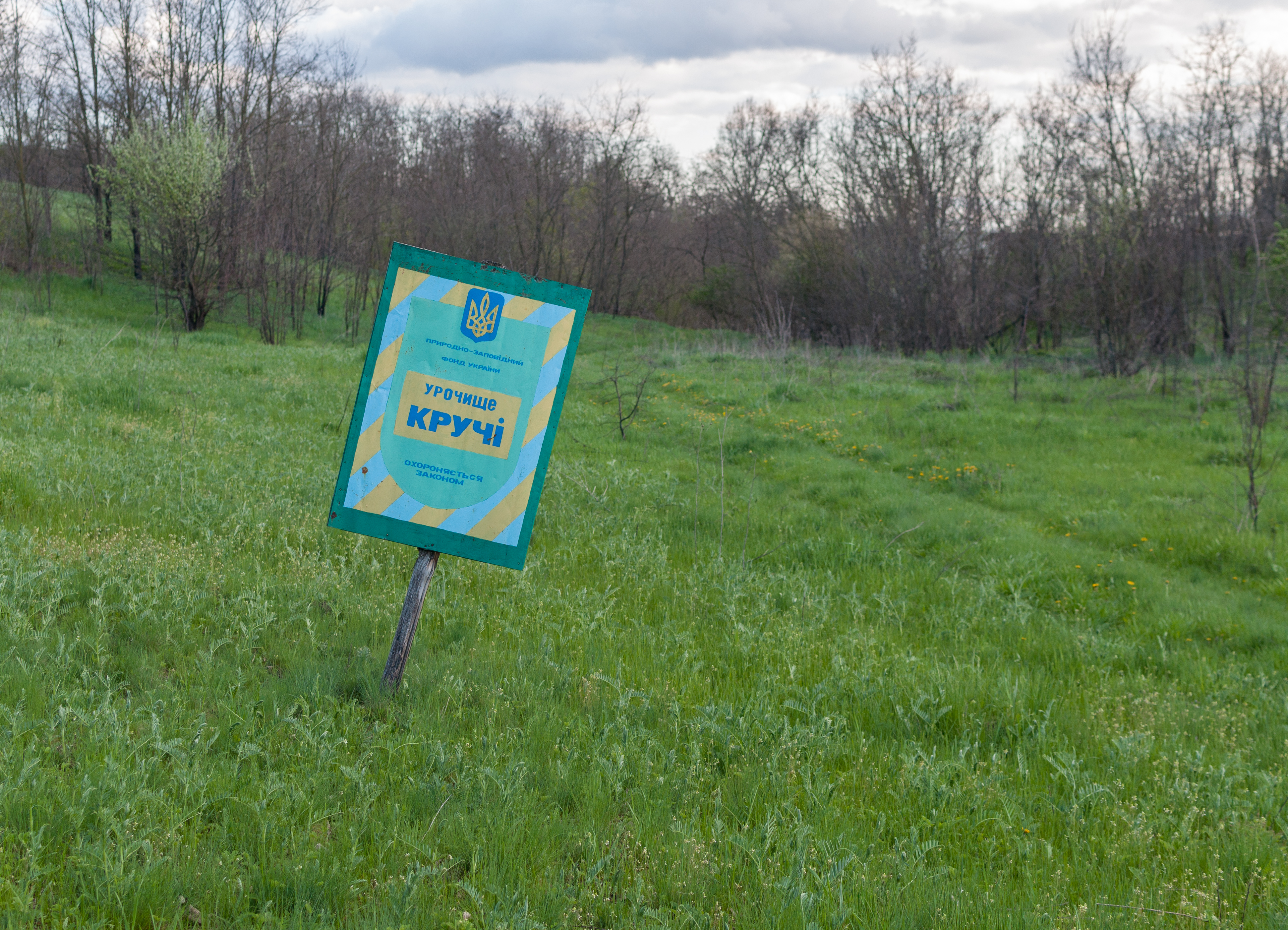